# Thomas Bluett
Pour les articles homonymes, voir Bluett.
Thomas Bluett (c.1690 - 1749) est un avocat, pasteur, et juge britannique à Annapolis, dans le Maryland.

## Biographie
Thomas Bluett, membre depuis 1722 d'une organisation missionnaires à l'époque coloniale (Society for the Propagation of the Gospel in Foreign Parts), acquiert une renommée durable grâce à sa rencontre, en 1731, avec un esclave noir africain musulman, Ayuba Suleiman Diallo. Thomas Bluett le rencontre dans la prison d'Annapolis, après son évasion de la plantation de tabac où il était esclave.  Bluett est impressionné par la piété et la science de Ayuba Suleiman Diallo. 
Par le truchement d'un autre esclave, qui sert d'interprète, Thomas Bluett rédige les mémoires d'Ayuba sous le titre Some Memoirs of the Life of Job, the Son of Solomon, the High Priest of Boonda in Africa; Who was a Slave About Two Years in Maryland; and Afterwards Being Brought to England, was Set Free, and Sent to His Native Land in the Year 1734. Le livre est publié à Londres en 1734. 
Bluett meurt en 1749.